# Kryptonit
Kryptonit er et fiktivt radiokativt mineral fra DC Comics' tegneserie-univers associeret med superhelten Superman, som kan berøve indbyggere fra planeten Krypton for deres superkræfter. Ved længere tids påvirkning er kryptonit dødeligt for kryptonianere.
Kryptonit er i de fleste fortællinger om Superman beskrevet som dele af planeten Krypton, som er blevet gjort radiokative af bestråling efter planetens ødelæggelsen, oftest som resultat af en eksplosion af planetens kerne efter en voldsom kernereaktion, og som derefter er blevet slynget ud i universet. Da Superman som spæd blev sendt af sted i et rumfartøj mod jorden blot minutter før planetens ødelæggelsen, blev en større mængde kryptonit kastet ud i rummet og en del fløj samme vej som dette rumfartøj og ankom til jorden med ham.
Der skelnes mellem 5 forskellige typer af kryptonit:
- Grøn kryptonit: Dødeligt for kryptonianere ved længere tids påvirkning, eller i større doser. Akut svækkende ved kortere tids påvirkning.
- Rød kryptonit: Skaber utrolige mutationer. F.eks. i Superman III (fra 1983, af Richard Lester) deles superman i to (en god og en ond, med hver sin krop). Rød kryptonit er opfundet af computergeniet Gorman (spillet af Richard Pryor).
- Gylden kryptonit: Fratager kryptonianere deres kræfter permanent.
- Blå kryptonit: Har samme effekt på bizarro-væsner, som grøn kryptonit har på kryptonianere.
- Hvid kryptonit: Dræber alt planteliv der bliver udsat for dets radioaktive stråler. F.eks. da Supergirl bruger hvid kryptonit til at dræbe den intelligente plante Xasnu (Xasnu bliver præsenteret i "The Super Powers of Perry White!" #278). Oprindeligt grøn kryptonit, der blev forvandlet til hvid kryptonit af en mystisk rumtåge ("Adventure" #279).

## Virkelighedens "kryptonit"
I Superman Returns afsløres kryptonits kemiske bestanddele: Natrium-lithium-borosilikat-hydroxid. I 2006 opdagede mineselskabet Rio Tinto noduler med et ukendt mineral i en boreprøve fra Serbien. Mineralogen Chris Stanley fra Natural History Museum i London foreslog navnet "kryptonit" pga. formlen LiNaSiB3O7(OH), men IUPAC nægtede da "krypton er en ædelgas der ikke indgår i mineraler". I stedet for hedder mineralet "jadarit" efter Jadarfloden, der er en biflod til Drina. 